# Tegalsari
Tegalsari é um kecamatan (subdistrito) da cidade de Surabaia, na Província Java Oriental, Indonésia.

## Keluharan
Tegalsari possui 5 keluharan:
- Kedungdoro
- Keputran
- Tegalsari
- Dr. Sutomo
- Wonorejo